# Ermanubi

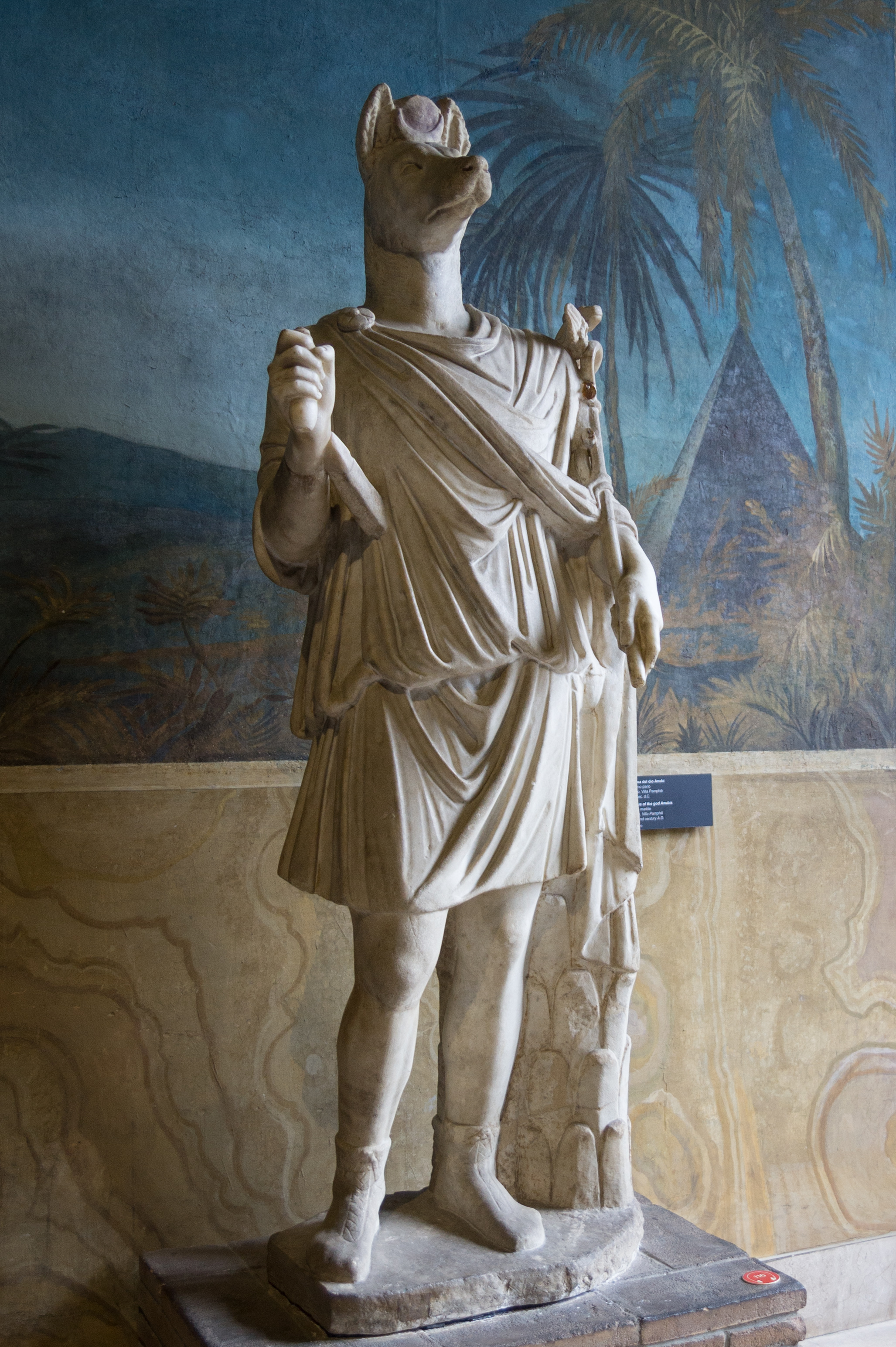
Statua del dio Ermanubi, in marmo bianco (I-II secolo d.C.). Museo gregoriano egizio (Musei Vaticani).

Ermanubi (o Hermanubi; in greco: Ἑρμανοῦβις, Hermanùbis) è un dio greco-egizio nato dalla fusione di Ermes (Ἑρμῆς) e Anubi (Ἄνoυβις). Era considerato figlio di Seth e Nefti.

## Caratteristiche
La grande somiglianza fra Anubi ed Ermes (entrambi divinità psicopompe, ovvero guide delle anime nell'aldilà) portò alla formazione sincretistica, nell'immaginario religioso egizio ed ellenistico d'epoca tolemaica, del dio Ermanubi. Fu popolare durante la dominazione romana dell'Egitto, epoca delle sue prime raffigurazioni, e nella stessa Roma fino al II secolo. Benché la tradizione accomunasse Ermes a Thot (difatti, le dottrine che si credeva provenissero da Thot furono definite ermetiche), la sua funzione di guida delle anime nell'aldilà incoraggiò la sua fusione con Anubi, che svolgeva la medesima funzione nell'immaginario egizio.
Raffigurato con corpo d'uomo e testa di sciacallo, con in mano il sacro caduceo che era uno degli attributi principali del dio greco Ermes, Ermanubi rappresentava il sacerdozio egizio e la sua ricerca della verità. 

## Nome

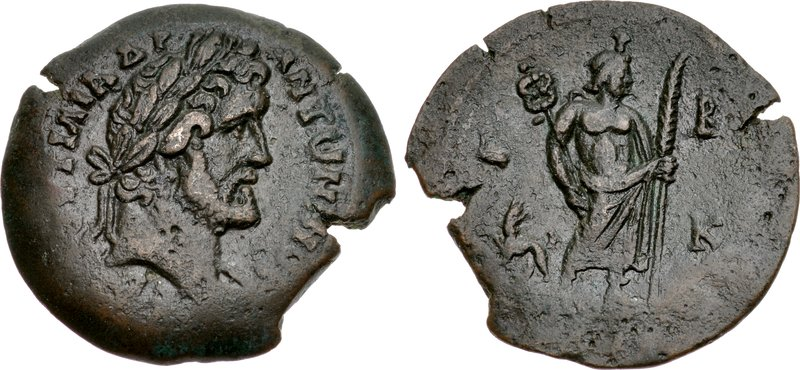
Moneta di Antonino Pio (138 - 161), raffigurante l'imperatore e, a figura intera, Ermanubi in forma umana, recante il caduceo e un ramo di palma, e con uno sciacallo ai suoi piedi. Rinvenuta ad Alessandria d'Egitto.

Il nome Ἑρμανοῦβις compare in una manciata di fonti epigrafiche e letterarie, la maggior parte delle quali di epoca romana. Plutarco lo cita come manifestazione di Anubi nel suo aspetto funerario, mentre Porfirio si riferisce a lui come σύνθετος, composito, e μιξέλλην, mezzo greco. 
Benché combinare i nomi di due dei in questo modo fosse insolito per la tradizione greca, non si trattò di un caso unico: la figura di Ermafrodito è molto più antica, risalendo al IV secolo a.C., benché costituisca l'unione dei nomi delle due divinità che l'avrebbero generato, Ermes e Afrodite, piuttosto che di una assimilazione come nel caso di Ermanubi. 

## Iconografia
Le sue rappresentazioni sono piuttosto rare. Una sua statua, rinvenuta ad Alessandria d'Egitto, lo raffigura con il tipico mantello greco, l'himation, e un cestello sul capo, simbolo di abbondanza, decorato con un fiore di loto, antichissimo simbolo egizio. Impugna un ramo di palma, simbolo di vittoria sulla morte ed eternità, e un cane, o uno sciacallo, è ai suoi piedi.